# 가나 요리

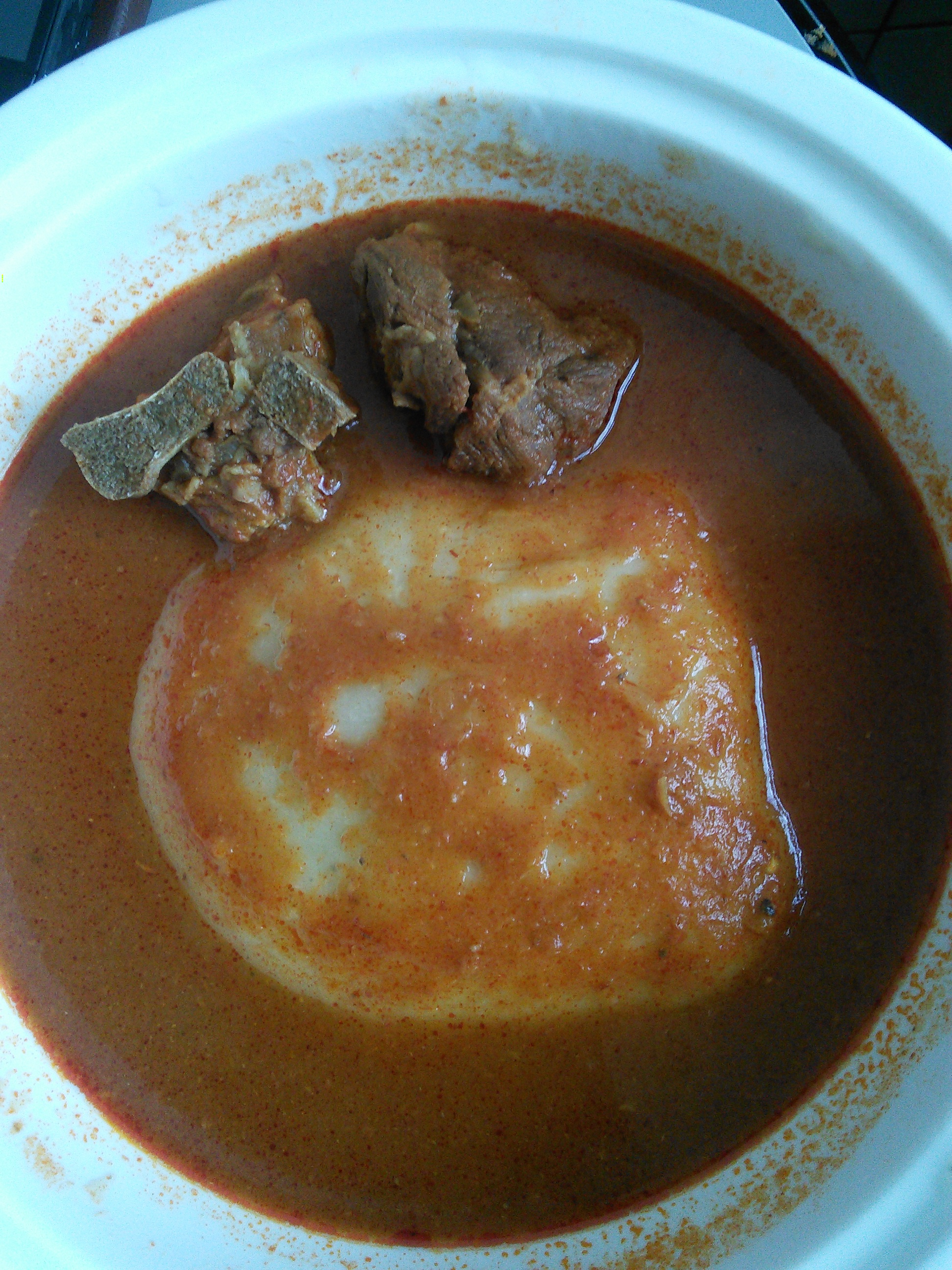
푸푸와 염소고기 수프

가나 요리(Ghana 料理, 영어: Ghanaian cuisine 가네이언 퀴진[*])는 서아프리카에 있는 가나의 요리이다. 풍요로운 농경 문화와 다채로운 요리 전통을 반영한다. 풍요로운 농경 문화와 다채로운 요리 전통을 반영하며, 다양한 향신료와 재료를 사용해 맛과 다양성이 풍부하다. 가나에는 다양한 민족이 살기 때문에 음식의 형태와 개념이 지역에 따라 다르다.
가나 요리는 옥수수, 카사바, 플랜테인, 마, 진주조, 수수 등의 주식에 뿌리를 두며, 이러한 곡물과 뿌리채소를 이용한 음식이 널리 소비된다. 주식에는 대개 수프나 스튜 및 고기, 생선 또는 콩류와 같은 단백질 공급원을 곁들이는데, 스튜와 수프는 대부분 토마토, 고추, 양파가 들어가며 붉은색이나 주황색을 띤다. 또한 졸로프 라이스와 와체 같은 쌀 요리도 식문화의 중요한 부분을 차지한다.

## 주식과 전통 요리
가나 남부에서는 카사바와 플랜테인을, 북부에서는 진주조와 수수를 흔히 주식으로 먹는다. 카사바를 기반으로 한 음식으로는 푸푸와 코콘테, 가리 등이 유명하다.
옥수수는 반쿠나 켄키 등 스왈로의 형태로 전국에서 널리 먹는다. 또 다른 유명한 옥수수 스왈로로는 악플레가 있으며, 주로 오크라 수프나 생선 스튜와 함께 먹는다.
쌀을 기반으로 한 요리도 많이 소비되는데, 와체, 졸로프 라이스, 오모 투오 등이 유명하다.

## 수프와 스튜
가나의 국물 음식은 든든하고 맛이 풍부한 스튜나 생선으로, 대개 고기나 생선과 토마토를 함께 사용하며, 다양한 채소, 땅콩, 기름야자, 토란잎 등이 쓰인다. 땅콩 수프, 기름야자 수프, 가벼운 토마토 수프가 인기 있다. 콘토미리 스튜와 아요요 수프 같이 잎채소를 쓴 국물 요리도 인기가 많다. 생강, 마늘 등의 향신채와 백리향 등의 허브, 프레케세 등의 향신료가 국물 요리의 풍미를 살려준다.

## 아침 식사
아침 식사로는 포리지, 튀김 요리, 빵 등을 먹으며, 간편하면서도 든든한 음식이 많다. 길거리에서도 쉽게 아침 식사를 해결할 수 있으며, 켄키, 레드 레드, 와체 같은 요리를 즐길 수 있다.

## 길거리 음식과 간식
길거리 음식은 가나 음식 문화의 중요한 요소다. 대표적인 길거리 음식으로는 켈레웨레, 보프로트, 구운 플랜테인 등이 있다.
콩류는 가나 요리에서 중요한 단백질 공급원이며, 특히 레드 레드와 투바니 같은 간식에 많이 쓰인다.

## 음료
전통적인 가나 음료로는 소볼로, 라무지 등이 있으며, 아사나, 야자술, 피토 등의 술도 즐겨 마신다.

## 사진

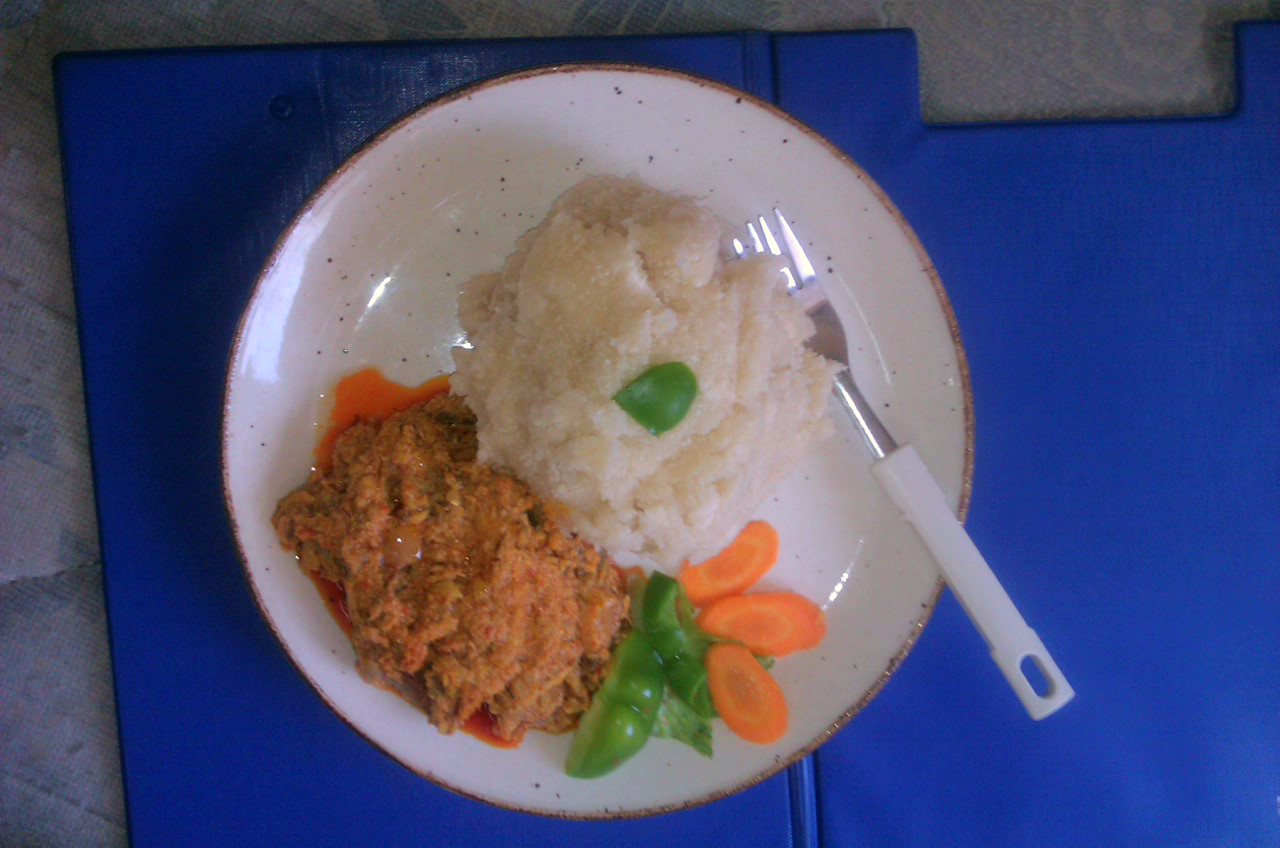
가리와 에구시 스튜
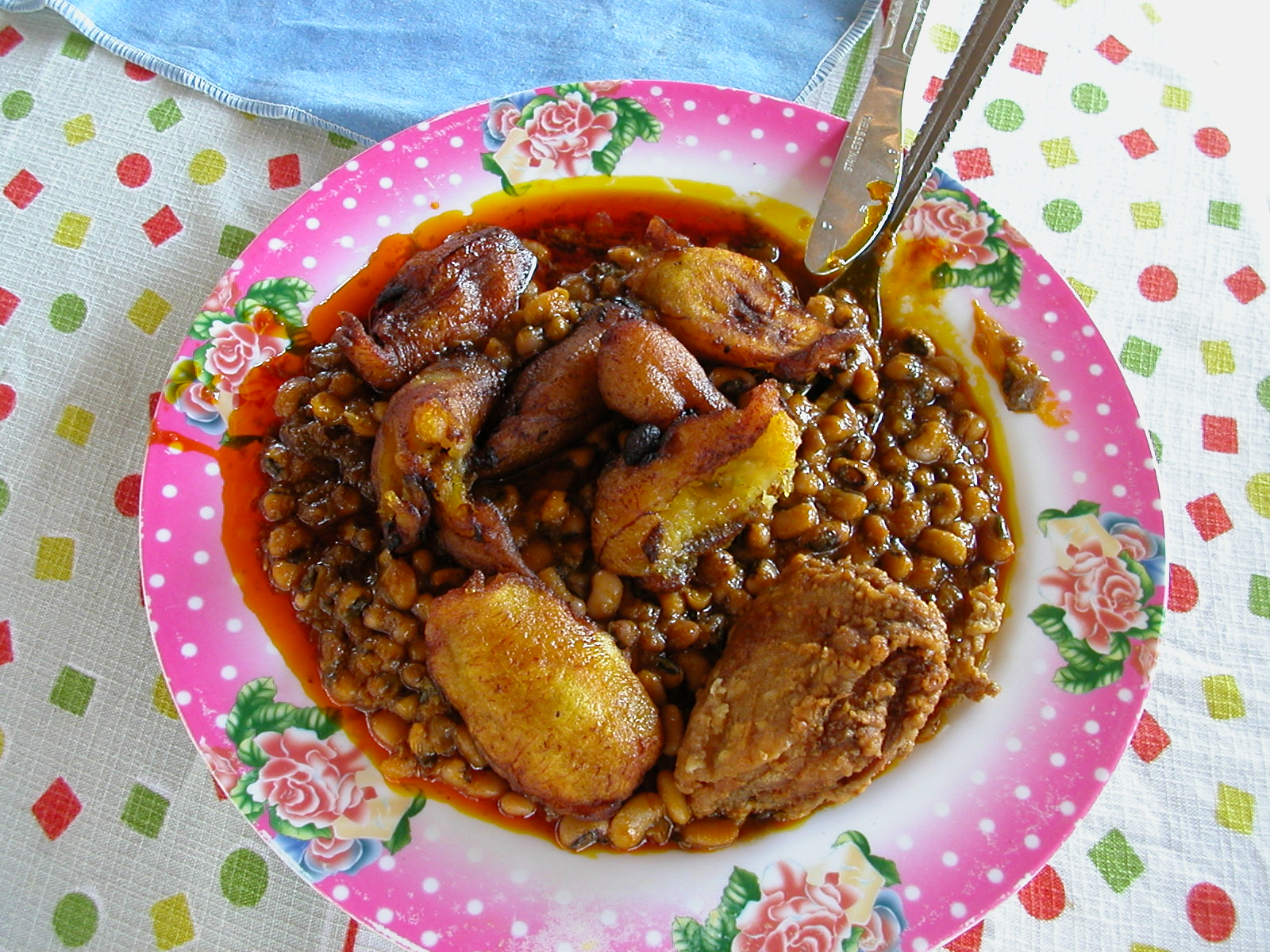
레드 레드와 플랜테인, 닭고기
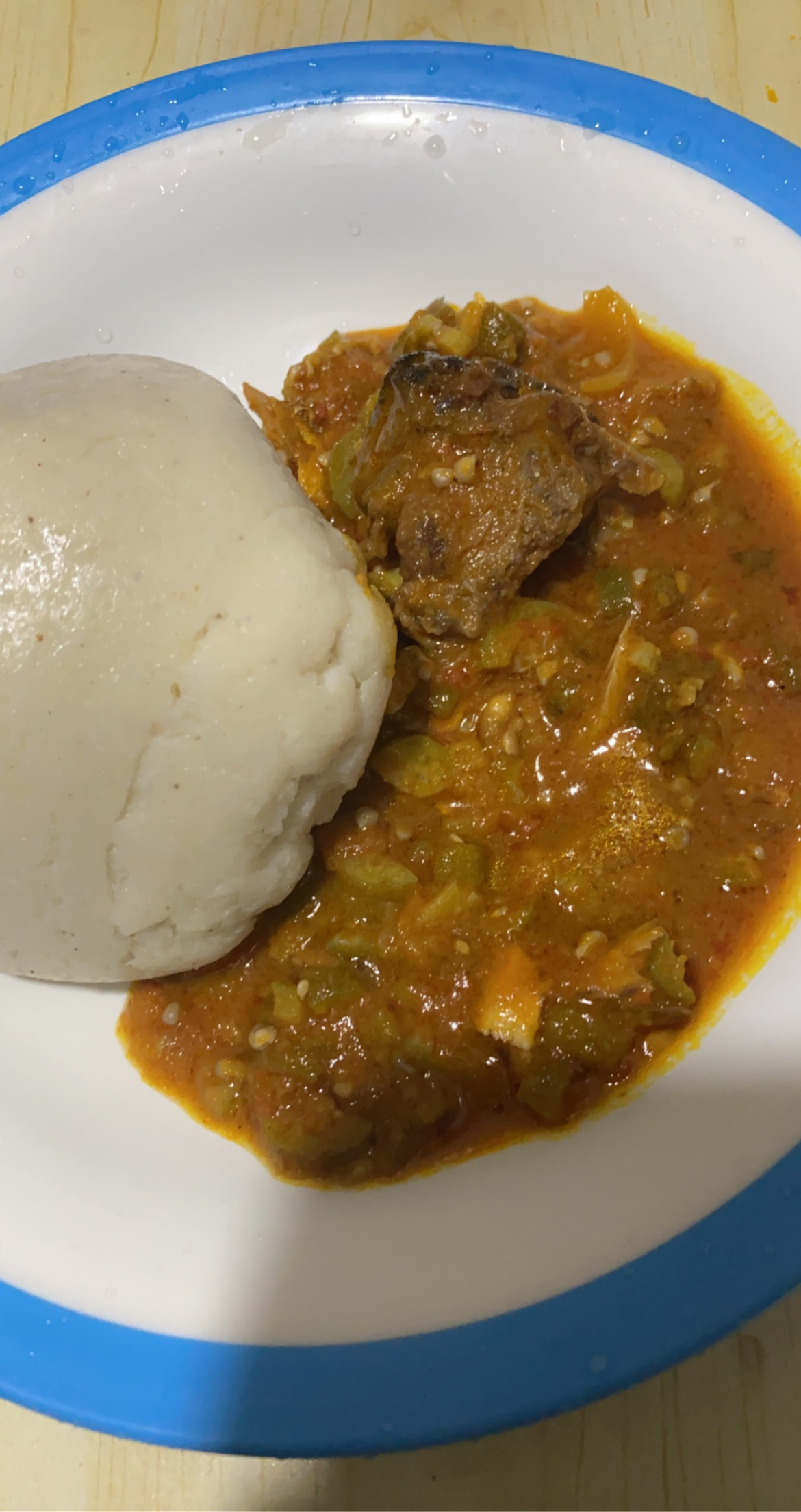
반쿠와 오크라 스튜
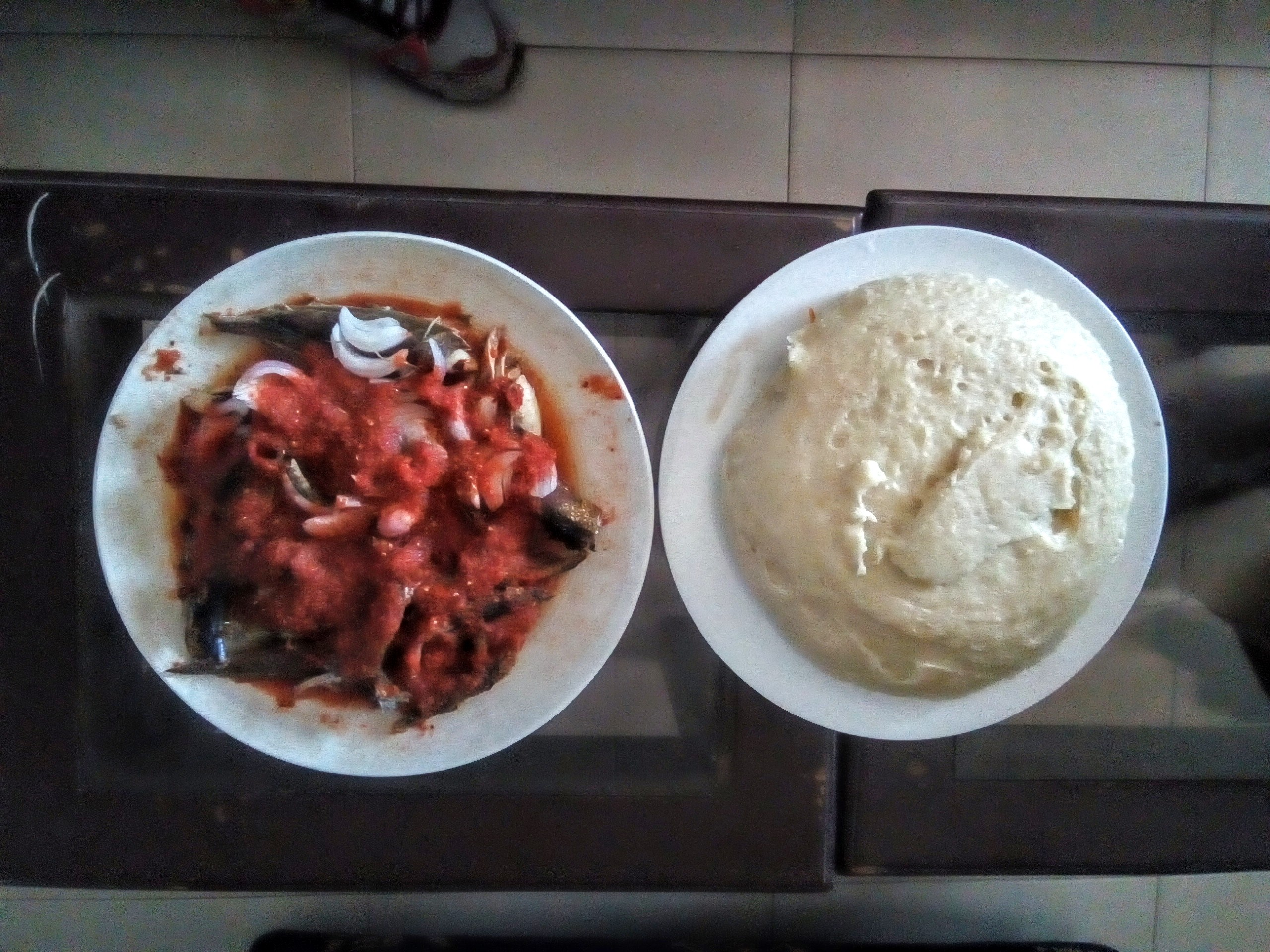
악플레와 메코
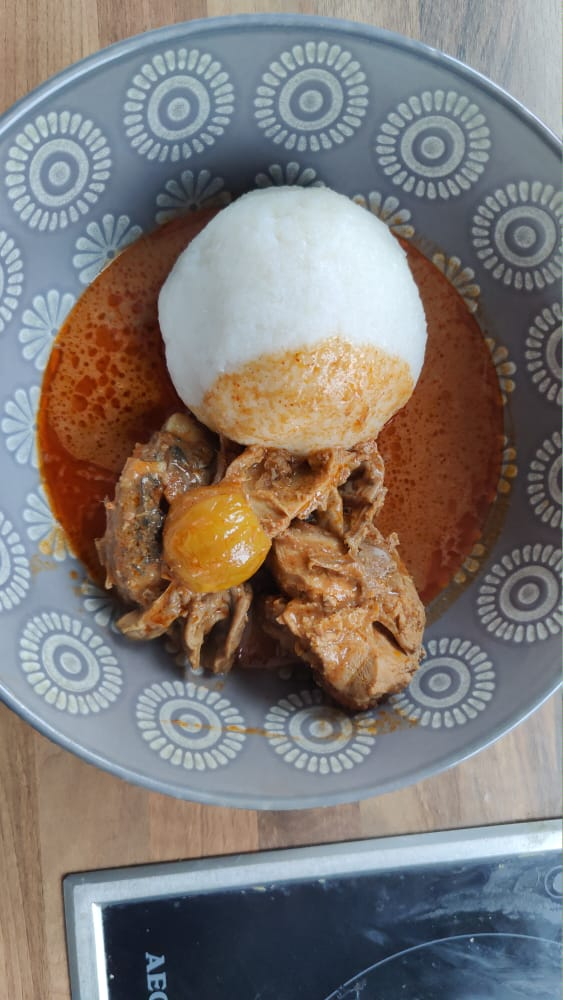
오모 투오와 땅콩 수프
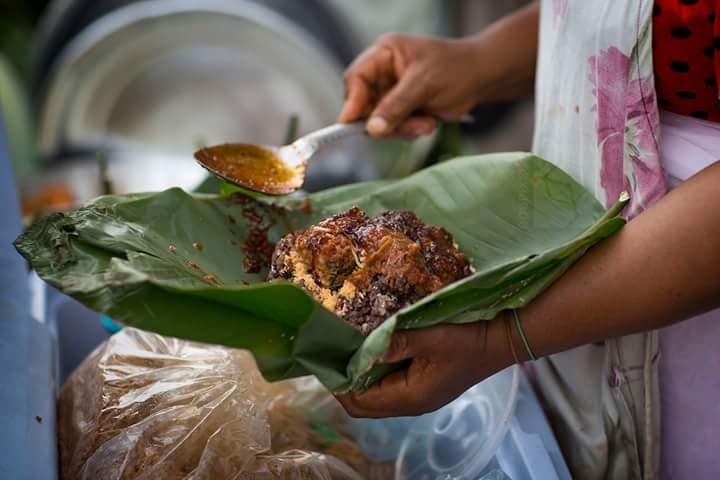
와체
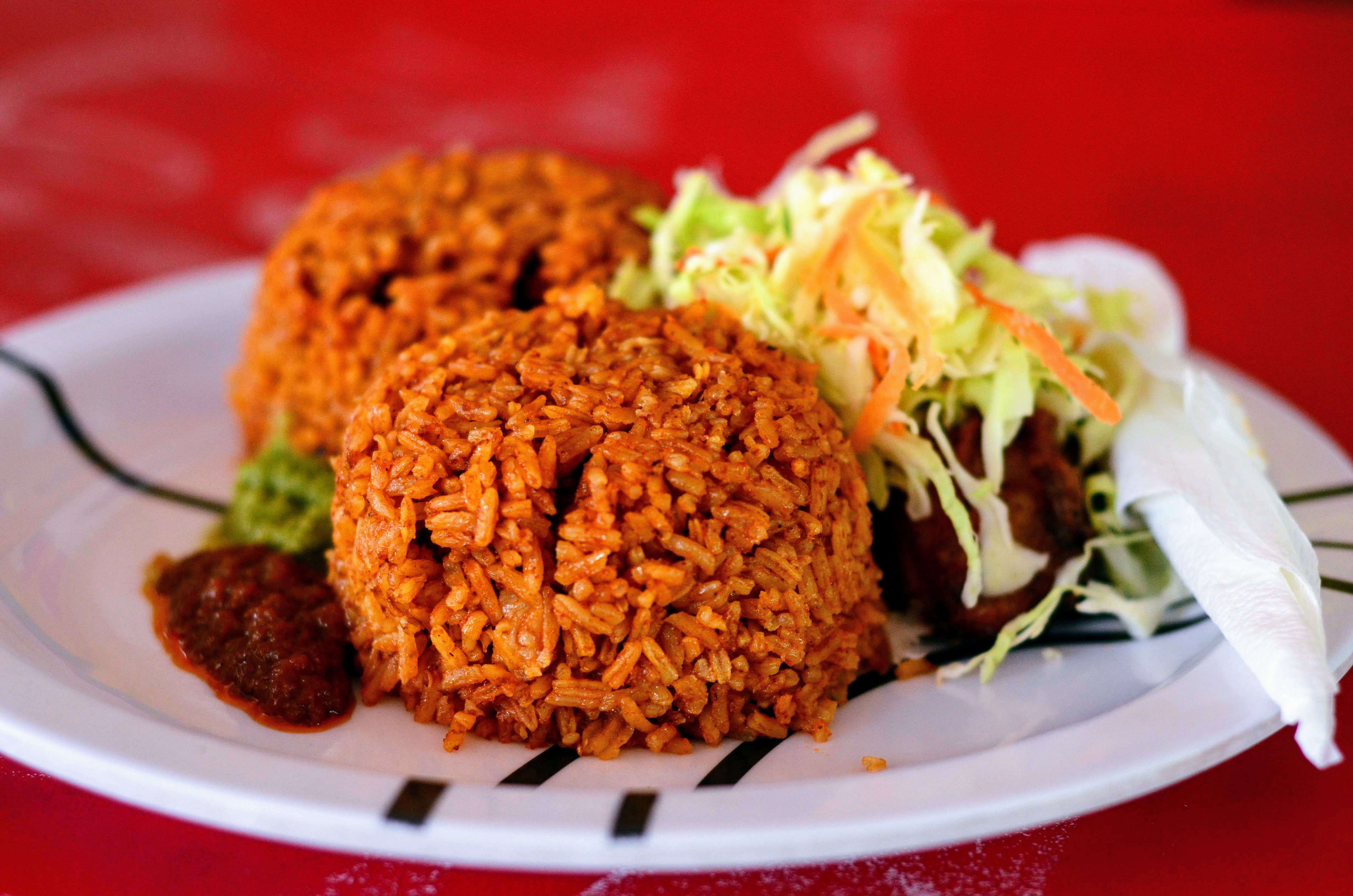
졸로프 라이스
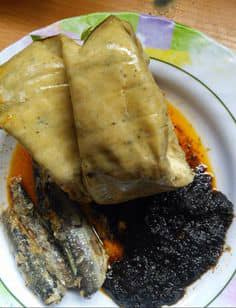
켄키와 시토
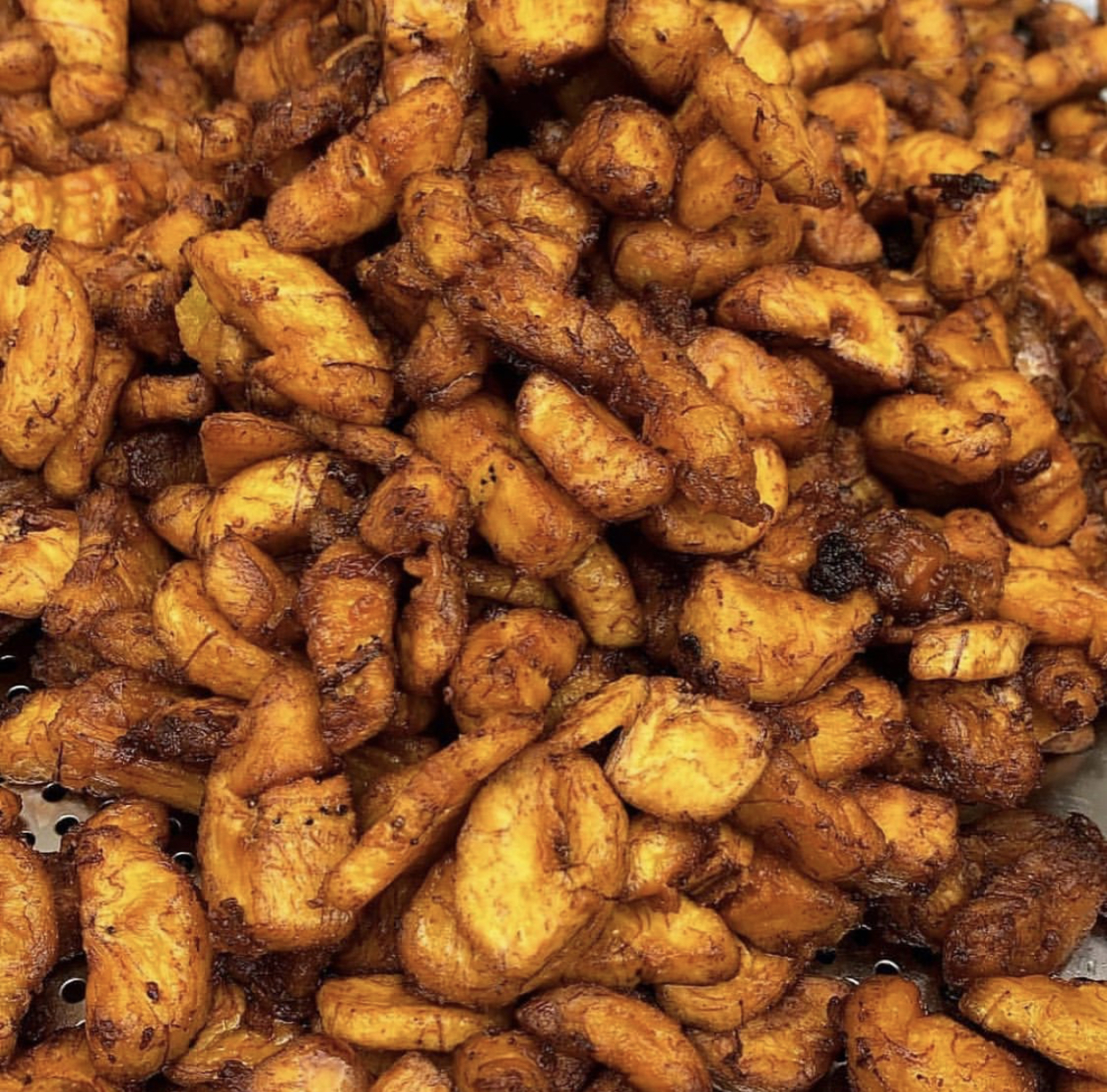
켈레웰레
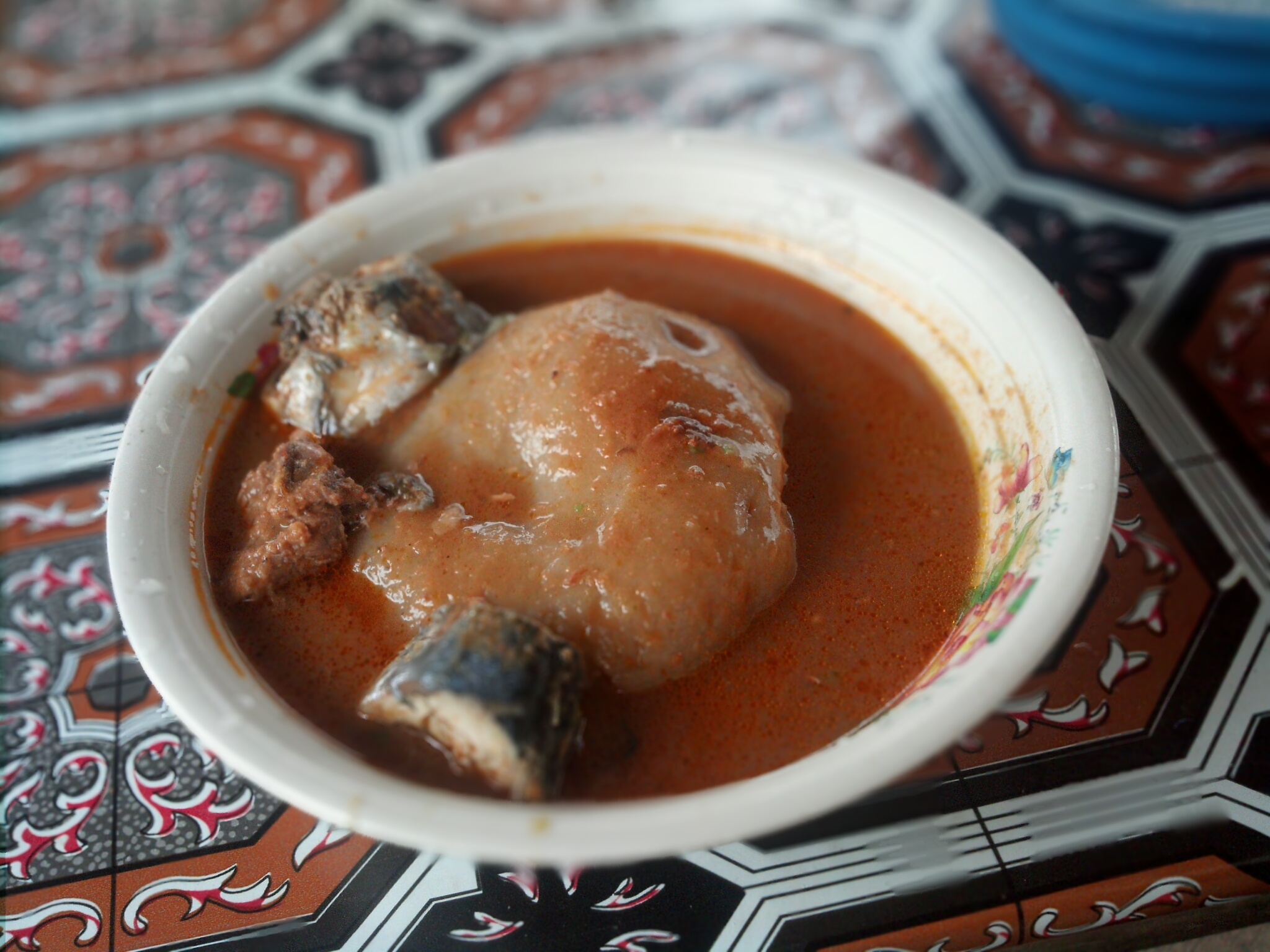
코콘테와 생선 스튜
콘토미리 스튜
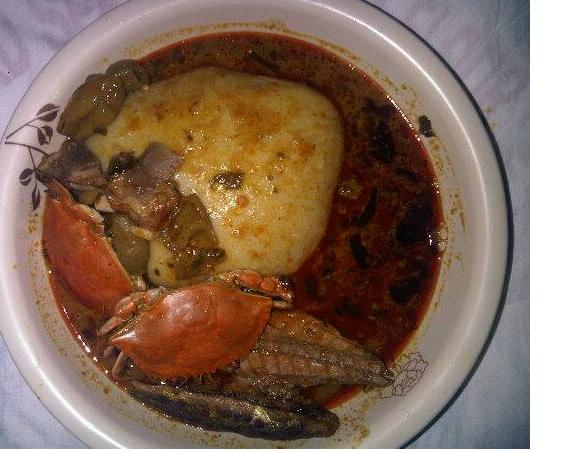
푸푸와 기름야자 수프

## 같이 보기
- 서아프리카 요리